# René Dosière
René Dosière, né le 3 août 1941 à Origny-Sainte-Benoite (Aisne), est un homme politique et universitaire français.
Membre du Parti socialiste jusqu'en 2007, député de l'Aisne à plusieurs reprises à partir de 1988, il est spécialiste de la gestion des finances publiques. Il s'est notamment illustré dans le contrôle des dépenses de la présidence de la République française.

## Biographie

### Jeunesse et études
Deuxième d'une famille de quatre garçons et fils d'un instituteur devenu plus tard directeur de l'école, René Dosière est interne au lycée Henri-Martin de Saint-Quentin, où il obtient un baccalauréat de philosophie. Puis il s'inscrit à la Sorbonne, où il passe une licence d'histoire et de géographie, et un diplôme d’études supérieures de géographie, avec un mémoire consacré à « la vie rurale dans le canton de Ribemont ». Il milite alors à la Jeunesse étudiante chrétienne, dont il est secrétaire départemental de l'Aisne en 1959, puis membre du secrétariat national de 1960 à 1964 en tant que responsable de la branche lycées.

### Parcours professionnel
À partir de 1967, il travaille au service départemental d’aménagement rural de l’Aisne. D'octobre 1968 à juin 1970, il effectue son service national au titre de la coopération au Québec. À ce titre, il enseigne l'histoire et la géographie à l'école normale de Saint-Damien de Buckland, devenue une des parties de la municipalité régionale de Bellechasse, lorsque le gouvernement québécois créa ce genre de structure intercommunale.
Il enseigne les finances publiques à l'université de Reims en tant que vacataire entre 1976 et 2012.

### Parcours politique
En mars 1971, il figure sur la liste municipale conduite par Robert Aumont, conseiller général socialiste de Laon. Cette liste n'obtient aucun élu. En 1977, il est élu premier adjoint au député maire socialiste de Laon qui était alors Robert Aumont. Il siège ensuite au conseil régional de Picardie, où il sera successivement président du groupe socialiste, vice-président puis président du conseil régional de juillet 1981 à avril 1983. Aux élections municipales de 1983, il est élu maire de Laon. Il enseigne en tant qu'enseignant vacataire les finances locales à l'université de Reims à partir de 1978. Il entre au Parti socialiste en 1977.
Tout au long de la période 1986 à 2002, René Dosière est opposé à Jean-Claude Lamant (RPR, divers droite puis UMP) à chaque élection : municipales de Laon, cantonales de Laon-Sud, législatives. En dehors de la ville de Laon, qu'il perd en 1989 face à son opposant traditionnel, Jean-Claude Lamant, les deux candidats se succèdent à l'Assemblée nationale comme élus de la 1re circonscription de l'Aisne, suivant en cela le rythme des grandes alternances nationales. Cependant, René Dosière l'emporte finalement sur son rival à partir de 1997. De la même façon, il s'impose dans le canton de Laon-Sud de 1993 à 2008. René Dosière a également été élu conseiller régional de Picardie de 1986 à 1988.
Au cours de la XIe législature (1997-2002), il est secrétaire de l'Assemblée nationale du 1er octobre 1999 au 18 juin 2002.
Il est réélu député le 16 juin 2002. Au cours de la XIIe législature (2002-2007), il fait partie du groupe socialiste. Il est vice-président de l'Assemblée nationale du 9 juin 2005 au 19 juin 2007.
Député sortant en 2007, les membres de la fédération départementale du parti socialiste de l'Aisne lui préfèrent cependant d'une voix Fawaz Karimet, conseiller municipal de Laon, vice-président du Conseil général. Mais René Dosière se maintient, ce qui conduit le bureau national du PS à l'exclure. Au premier tour, il devance largement Fawaz Karimet. Il est réélu député au deuxième tour, le 17 juin 2007, en battant facilement Gaëdic Blanchard-Douchain (UMP), adjointe au maire de Laon, avec 56,28 % des suffrages et rejoint le groupe socialiste, radical, citoyen et divers gauche à l'Assemblée.
Lors des élections législatives françaises de 2012, la fédération socialiste de l'Aisne refuse à nouveau son investiture à ce proche de Jean-Marc Ayrault, parce qu'il a refusé de prendre comme suppléant son ancien concurrent, face auquel il a décidé de se présenter de nouveau comme candidat divers gauche,. Plusieurs socialistes lui apportent leur soutien, parmi lesquels Jean-Jacques Urvoas et Gaëtan Gorce,
Arrivé en tête au premier tour avec 29,11 % des voix, il l'emporte au second dans le cadre d'une triangulaire avec 42,19 % des voix, contre Aude Bono, candidate du Nouveau Centre, qui obtient 38,60 % des suffrages. Le maintien de Fawaz  Karimet au second tour conduit le Parti socialiste à lui retirer son soutien, transféré à René Dosière.
Après les primaires citoyennes pour l'élection présidentielle 2017, il explique sur son blog qu'il ne votera pas pour Benoît Hamon, dont le programme n'est pas, selon lui, celui d'une « gauche raisonnable » mais celui « d’une gauche qui se complaît dans l’opposition protestataire en compagnie de l’extrême gauche ». Il parraine Emmanuel Macron pour l'élection présidentielle 2017.
Le 31 mai 2018, il annonce la création de l'Observatoire de l'éthique publique, think tank réunissant universitaires et parlementaires pour formuler des propositions visant à accroître la place accordée à la déontologie dans la conduite des affaires publiques.

## Finances présidentielles
René Dosière a mené pendant cinq ans une longue enquête, et a abouti à la publication de L'Argent caché de l'Élysée (2007). Il y dénonce l'opacité du budget de la présidence, plusieurs mécanismes en dissimulant la dotation effective, et sa forte progression sous la présidence de Jacques Chirac.
Sous la présidence de Nicolas Sarkozy, René Dosière s'est également fait remarquer. À la suite de l'attribution d'une carte bancaire, rendue rapidement par l'intéressée, à Cécilia Sarkozy, René Dosière interpelle le gouvernement et demande une clarification du statut du conjoint du chef de l'État. René Dosière s'est interrogé sur le coût du séjour de vacances aux États-Unis (21 800 € par semaine pour la location de la résidence de Wolfeboro) du couple présidentiel, qui excède sa rémunération annuelle.
René Dosière s'est par ailleurs prononcé en faveur de l'augmentation du salaire du président de la République décidée par Nicolas Sarkozy en novembre 2007, au motif que cette augmentation s'accompagnerait d'une diminution du budget global de l'Élysée et d'une plus grande transparence dans l'utilisation des fonds publics.
Mis en cause, en réaction, après l'audit de la Cour des comptes remis en 2008, qui signale que les dépenses de l'Assemblée nationale ont augmenté de 47 % en 10 ans, il a répondu en expliquant qu'« il faut faire la transparence sur les fonds publics et lutter contre l'opacité », mais qu'au contraire de l'Élysée, les comptes de l'Assemblée sont publics depuis 15 ans, effort de transparence auquel il précise avoir contribué. En effet, candidat à la présidence de la commission de vérification et d'apurement des comptes de l'Assemblée, il avait rédigé en 1997 une étude sur la gestion du Palais-Bourbon.
Le 16 juin 2009, René Dosière rend public son nouveau rapport relatif à l'évolution, entre 2007 et 2008, du budget et des dépenses de l'Élysée. Dans ce document, le député PS pointe une augmentation de 18,5 %, entre 2007 et 2008, du budget de la Présidence de la République, qui s'établit dorénavant à 113,182 millions d'euros. Outre cette augmentation, René Dosière dénonce des manipulations budgétaires. L'Élysée a démenti ces informations, assurant que le budget de la Présidence est sincère, transparent et resté dans les limites de l'enveloppe budgétaire allouée par le Parlement. Ses travaux conduisent l'Élysée à établir désormais un budget global incorporant la contribution des divers ministères et soumis au contrôle annuel de la Cour des comptes. En juin 2010, après ses révélations sur les coûts élevés de la garden party du 14 juillet à l'Élysée (732 826 euros pour 7 500 invités), la présidence de la République décide de la supprimer.
Étendant ses investigations au fonctionnement du gouvernement, il publie en février 2012, L'Argent de l'État, un député mène l'enquête, qui synthétise ses travaux sur le budget de l'exécutif.

## Autres activités parlementaires
Au sein de la commission des lois constitutionnelles, de la législation et de l'administration générale de la République à laquelle il appartient depuis sa première élection, l'activité parlementaire de René Dosière a concerné quatre thèmes principaux.
Il devient rapporteur, pour le secteur des collectivités locales, du budget du ministère de l'Intérieur (1998-2002) ; rapporteur de plusieurs textes de loi concernant la décentralisation et les finances locales (fonctionnement et réforme du mode de scrutin des conseils régionaux, réorganisation des services et des personnels de la direction de l'équipement, solidarité financière entre les collectivités locales, administration territoriale de la République (ATR), révision des valeurs locatives). Acteur du remplacement de la taxe d'habitation par un impôt départemental sur le revenu, il s'opposera au gouvernement de Pierre Bérégovoy qui renonce finalement à cette mesure en juillet 1992.Tirant les conséquences de ce recul du gouvernement socialiste, il quitte sa fonction de délégué du PS aux finances locales.
Voulant modifier les conditions d'exercice des mandats d'élus locaux, il obtient la fiscalisation de leurs indemnités revalorisées dans le cadre de la loi du 3 février 1992.
Il est, en 2000, le rapporteur d'une proposition de loi sénatoriale sur la définition des délits non intentionnels et l'auteur du texte définitif de la loi (n° 2000-647 du 10 juillet 2000, plus communément appelée « Dosière-Fauchon »).
Par le biais des questions écrites, il suit régulièrement l'évolution du régime indemnitaire des élus locaux, dont le montant ne cesse de croître. Il obtient la fin de l'« écrêtement », disposition qui permettait à un élu cumulant les indemnités au point de dépasser le plafond autorisé, de verser le surplus à d'autres élus.
Progressivement, il se consacre aux dossiers concernant l'outre-mer, notamment dans le Pacifique. En 1999, il est le rapporteur de la loi organique sur la Nouvelle-Calédonie qui met en application l'accord de Nouméa. À plusieurs reprises, il reviendra sur la situation en Nouvelle-Calédonie. Lors de la révision de la Constitution concernant le corps électoral en Nouvelle-Calédonie (en 2007), il est le porte-parole du groupe socialiste.
En 2004, il est un acteur important de l'évolution politique en Polynésie française[réf. nécessaire], intervenant pendant trois heures sur le projet de statut de la Polynésieet en effectuant plusieurs déplacements sur place au nom du PS pour soutenir les adversaires de Gaston Flosse et dénoncer les gaspillages d'argent public en Polynésie française.
Depuis 2012, il est rapporteur des crédits budgétaires pour les territoires d'outre-mer et de la Nouvelle-Calédonie.
À la demande de Jean-Louis Debré, alors président de l'Assemblée nationale, il préside une mission d'information sur l'état civil à Mayotte et publie un rapport sur la départementalisation de cette collectivité. Il s'intéresse, en 2014, à la collectivité de Saint-Martin, dont le territoire comprend une partie sous juridiction française et une autre sous juridiction néerlandaise avec des législations différentes et une absence de frontière occasionnant de graves difficultés.
Son travail pour une bonne gestion des fonds publics se manifeste, notamment, par l'intérêt qu'il porte au fonctionnement de la Cour des comptes et des chambres régionales des comptes. Il est à l'origine de l'amélioration de la procédure contradictoire dans ces juridictions[réf. nécessaire]. La transparence du financement de la vie politique est également au cœur de son activité parlementaire. Dès sa première élection, il est membre de la commission d'enquête parlementaire sur le financement des partis et des campagnes politiques qui va inspirer les lois de 1990 sur ce sujet. Il aura un rôle actif dans les textes ultérieurs, notamment la loi sur la transparence de la vie publique (2014) où il intervient comme porte-parole du groupe socialiste.
En dehors de ces principaux thèmes, René Dosière s'est intéressé à la sécurité routière et il sera le premier président du conseil national de la sécurité routière (2001).
En 2007, il propose l'interdiction pour les magistrats de recevoir des décorations pendant leur carrière et en 2011.
Il publie en 2010, avec Christian Vanneste, un important rapport sur les autorités administratives indépendantes.

## Mandats
- Député :
  - 13/06/1988 - 01/04/1993 : député de la 1re circonscription de l'Aisne
  - 01/06/1997 - 18/06/2002 : député de la 1re circonscription de l'Aisne
  - 19/06/2002 - 19/06/2007 : député de la 1re circonscription de l'Aisne
  - 20/06/2007 - 19/06/2012 : député de la 1re circonscription de l'Aisne
  - 20/06/2012 - 20/06/2017 : député de la 1re circonscription de l'Aisne

- Conseiller régional :
  - 13/03/1977 - 16/03/1986 : Membre du Conseil régional de Picardie
  - 01/07/1981 - 01/04/1983 : Président du Conseil régional de Picardie
  - 17/03/1986 - 27/06/1988 : Membre du Conseil régional de Picardie

- Conseiller général :
  - 15/03/1993 - 27/03/1994 : membre du Conseil général de l'Aisne
  - 28/03/1994 - 18/03/2001 : membre du Conseil général de l'Aisne
  - 19/03/2001 - 16/03/2008 : membre du Conseil général de l'Aisne

- Conseiller municipal / Maire :
  - 13/03/1977 - 01/10/1980 : adjoint au maire de Laon (Aisne)
  - 14/03/1977 - 05/03/1983 : membre du conseil municipal de Laon
  - 14/03/1983 - 12/03/1989 : maire de Laon
  - 20/03/1989 - 18/06/1995 : membre du conseil municipal de Laon
  - 19/06/1995 - 18/03/2001 : membre du conseil municipal de Laon